# Fluoramina
La fluoramina és un compost químic de fórmula NH₂F. Es pot considerar com un derivat de l'amoníac (NH₃) en el que un àtom d'hidrogen ha sigut substituït per un de flúor.